# Thierry d'Orca
Thierry d'Orca ou Thierry d'Orgue ou encore Their d'Orguenes (latin : Theodoricus de Orca), mort en 1207, est un noble du royaume de Jérusalem. Ses origines ainsi que sa famille sont inconnues, mais il s'agit très probablement d'un chevalier originaire du royaume de France venu en Terre sainte à l'occasion de la troisième croisade.
Il fait partie de la suite du comte de Champagne Henri II, qui devient roi de Jérusalem en 1192. C'est probablement cette proxmité qui lui permet d'épouse Mélisende d'Arsouf, héritière de la seigneurie d'Arsouf. De ce mariage naissent sept filles, toutes mortes jeunes.
Grâce à cette union, il devient seigneur d'Arsouf de jure uxoris et le reste jusqu'à sa mort, qui survient en 1207. Sa veuve se remarie ensuite avec Jean d'Ibelin, surnommé Le Vieux Seigneur de Beyrouth, ancien régent et connétable du royaume de Jérusalem.